# کیم گی جو
کیم گی جو (کره‌ای: 김귀주; هانجا: 金龜柱؛ ۱۷۴۰–۱۷۸۶) دانشمند و سیاستمدار کره‌ای و رهبر جناح نورون در چوسان بود. او وزیر عالی‌رتبه در دربار سلطنتی بود و عنوان لرد کیم و شاهزاده داخلی کیم را داشت. کیم برادر بزرگ‌تر ملکه جونگ‌سون بود. او به همراه شاهدخت هواوان (که او را رقیب خواهرش در جناح نورون می‌دانست) نقشه‌ای برای قتل ولیعهد یی سان (جونگ‌جو) کشید. پس از فاش شدن نقش او در این توطئه، لرد کیم از مقام‌های خود عزل و تبعید شد.

## در فرهنگ عامه
- بازی شده توسط کانگ مین هو در مجموعه تلویزیونی سال ۱۹۹۱ کی‌بی‌اس۱، راه پادشاهی
- بازی شده توسط پارک یونگ جی در در مجموعه تلویزیونی سال ۲۰۰۷ ام‌بی‌سی، ایسان
- بازی شده توسط چوی جونگ وو در مجموعه تلویزیونی سال ۲۰۰۸ اس‌بی‌اس، نقاش باد
- بازی شده توسط کیم مین گیو در فیلم سال ۲۰۱۵، تخت پادشاهی